# シマヘビ

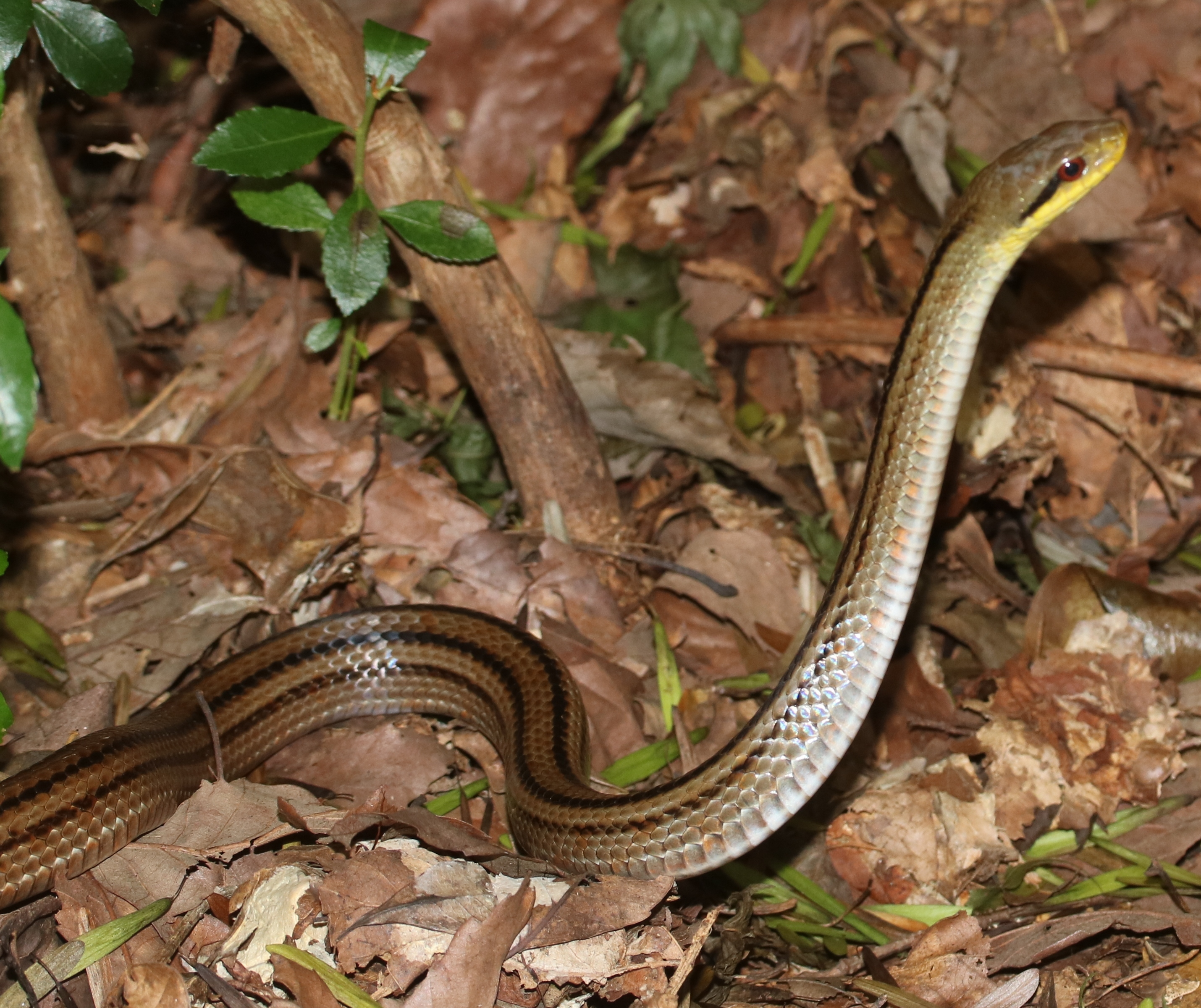
体と同系色の枯葉の森を移動する個体

シマヘビ（縞蛇、学名：Elaphe quadrivirgata）は、爬虫綱有鱗目ナミヘビ科ナメラ属に分類されるヘビ。無毒。全長80-200cm。

## 分布
日本（北海道、本州、四国、九州（及び大隅諸島））に広く分布するほか、国後島にも生息する。

## 形態
全長は80-200cm。通常は淡黄色の体色に4本の黒い縦縞模様が入るが、縞がまったくない個体やアゴの辺りが黄色い個体もいる。種小名のquadrivirgataは、「4つの縞」の意。胴体中央部の体鱗は19列。腹板は目立つ模様はなく、クリーム色や黄色または淡紅色。体の細さに比べて鱗は大きく、皮膚に柔軟性がないため、あまり大きな餌は呑み込めない。
虹彩は赤く、瞳孔は縦長の楕円形。
幼蛇は体色が淡黄色。縦縞はないか不鮮明で、赤褐色の横縞が入る。
伊豆諸島祇苗島産の個体は海鳥の卵や雛しか食べるものがないために大型化し、2mになる個体もいる。逆に、北海道産の個体は小さく、80cmに満たない。幼蛇は赤褐色で、横縞模様がある。黒化型も存在し、「カラスヘビ」（烏蛇）と呼ばれる個体は、虹彩も黒い。

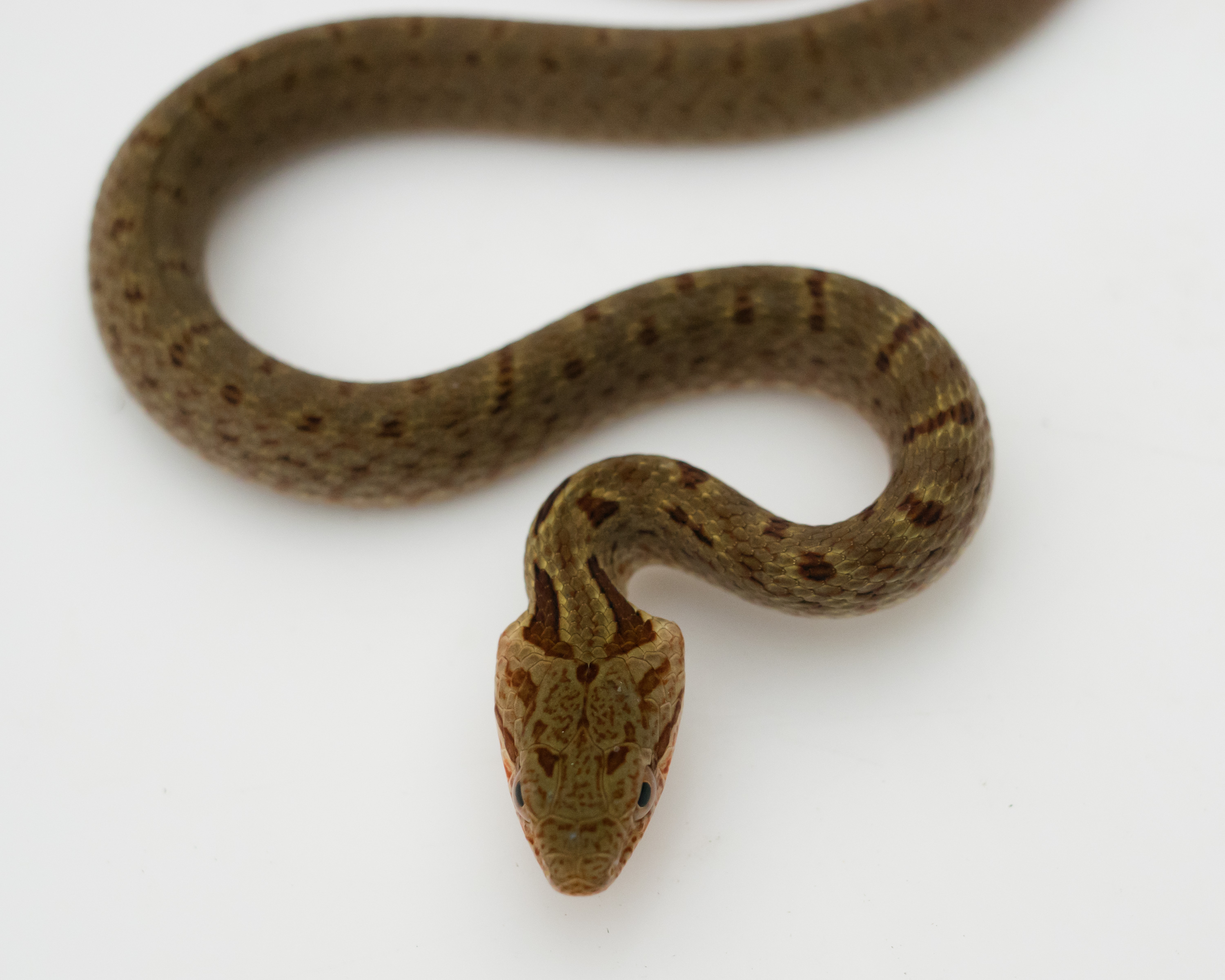
頭部を真上から見る
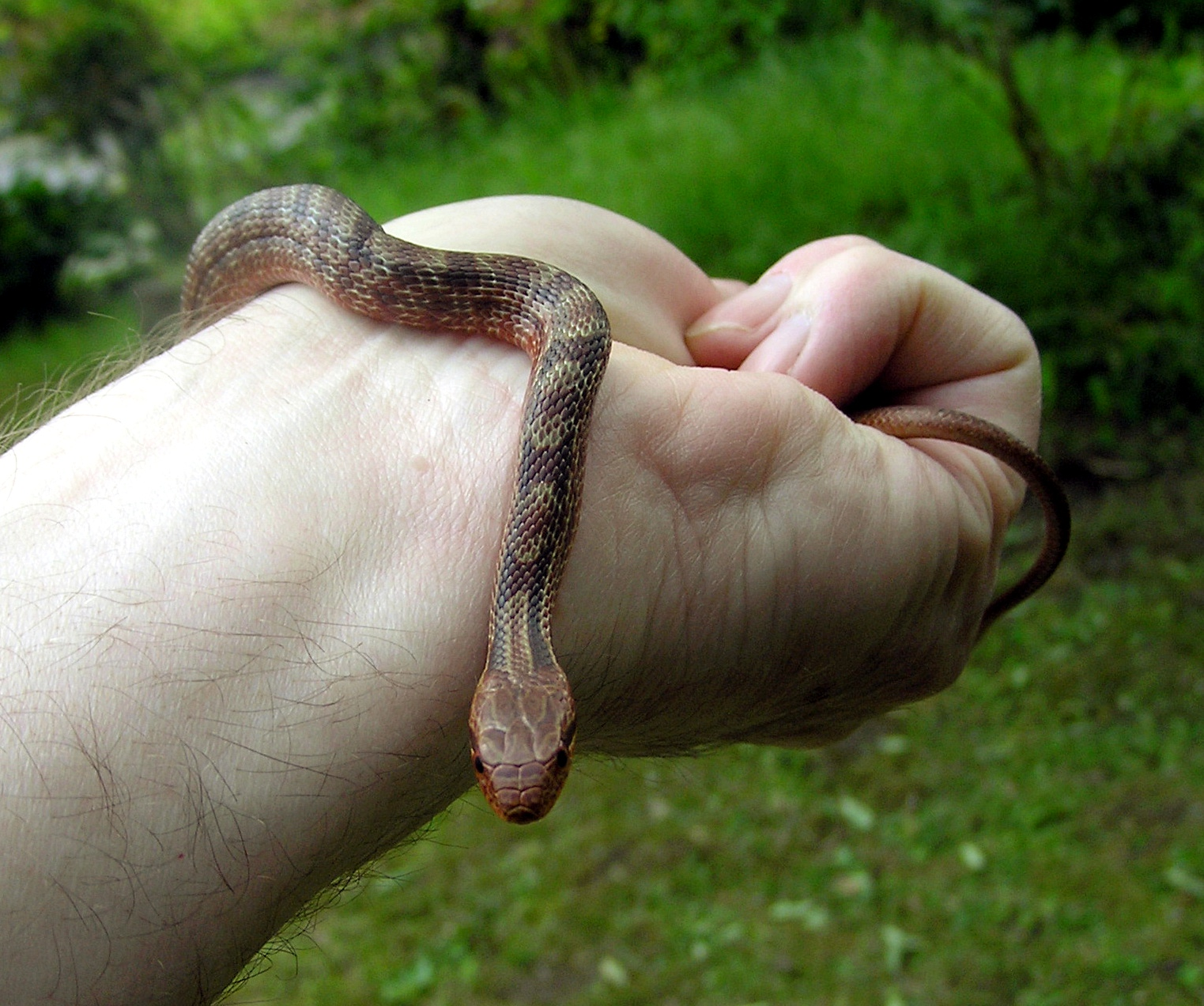
幼蛇
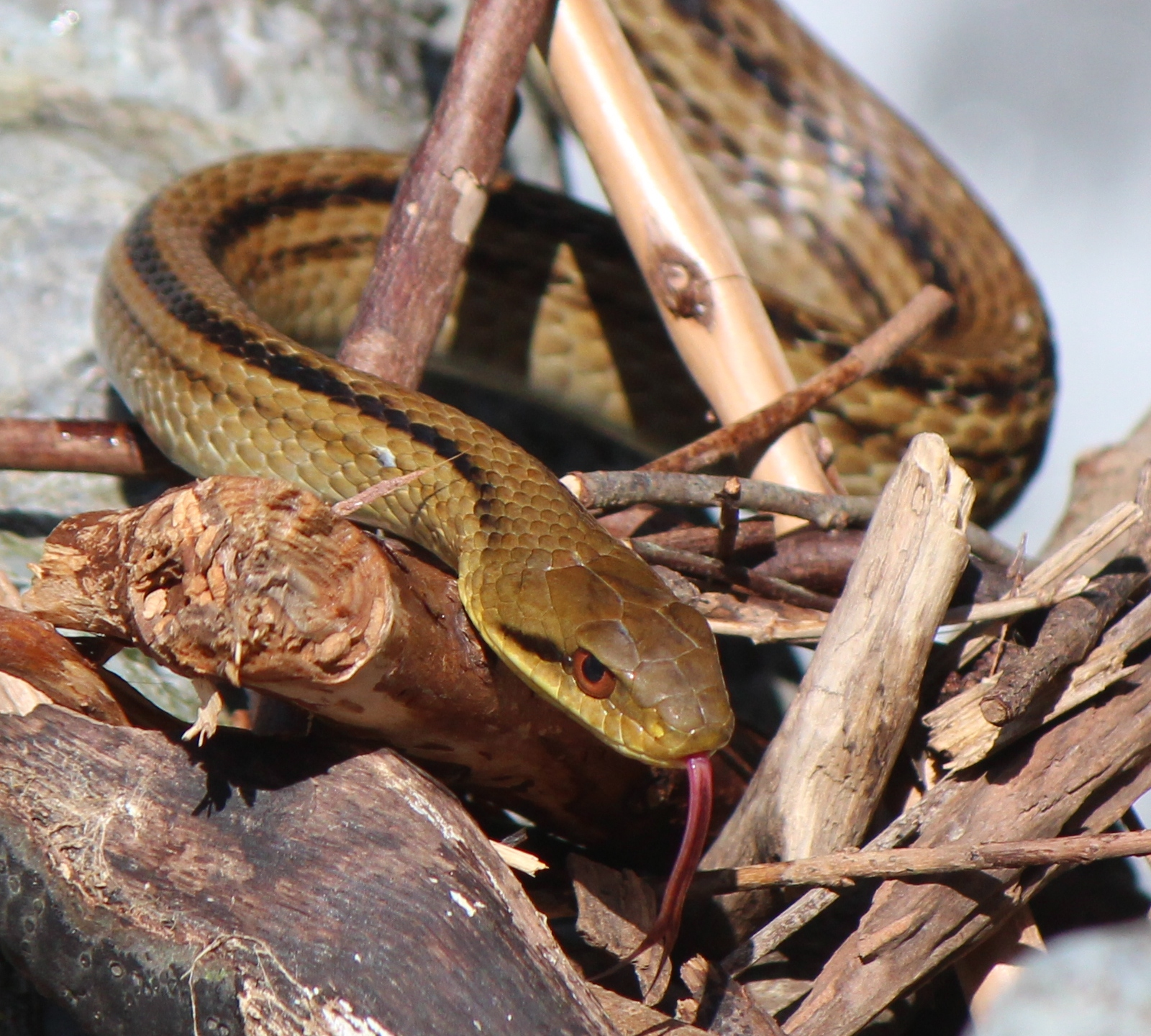
環境に紛れやすい通常色の個体
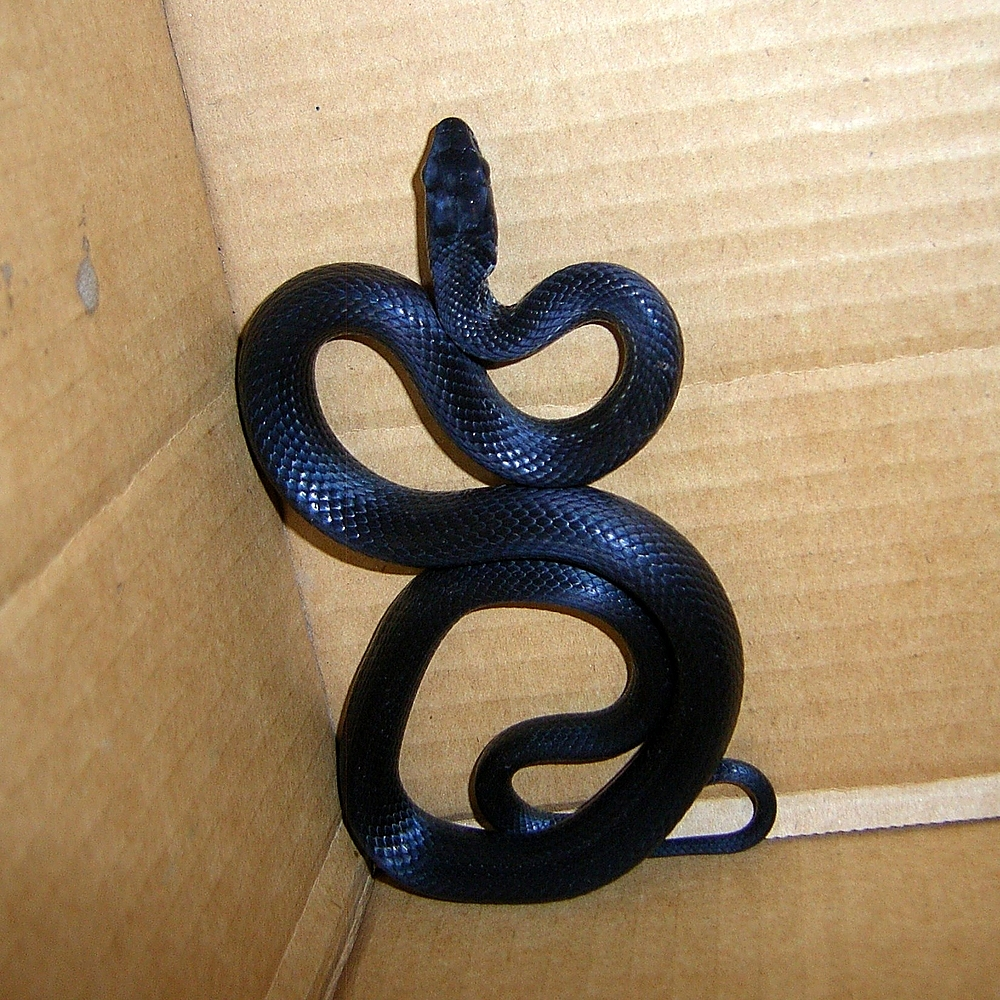
黒変個体（カラスヘビ）

## 生態
主に耕地や河川敷に住むほか、草原や森林にも住む。危険を感じると尾を激しく振るわせ、地面を叩いて威嚇する。
食性は幅広く、ネズミ、リス、ウサギ、カエル、小鳥、ほかのヘビ類、昆虫などを捕食する。特に小型の哺乳類や両生類を好み、共食いもする。飼育下ではドジョウを食べた記録もある。
繁殖形態は卵生で、4-5月に交尾し、7-8月に4-15個産卵する。繁殖期にはオス同士で絡み付き合い争う、コンバットダンスと呼ばれる行動が見られる。メスは出産直後から、しばらくの間は卵を守る。

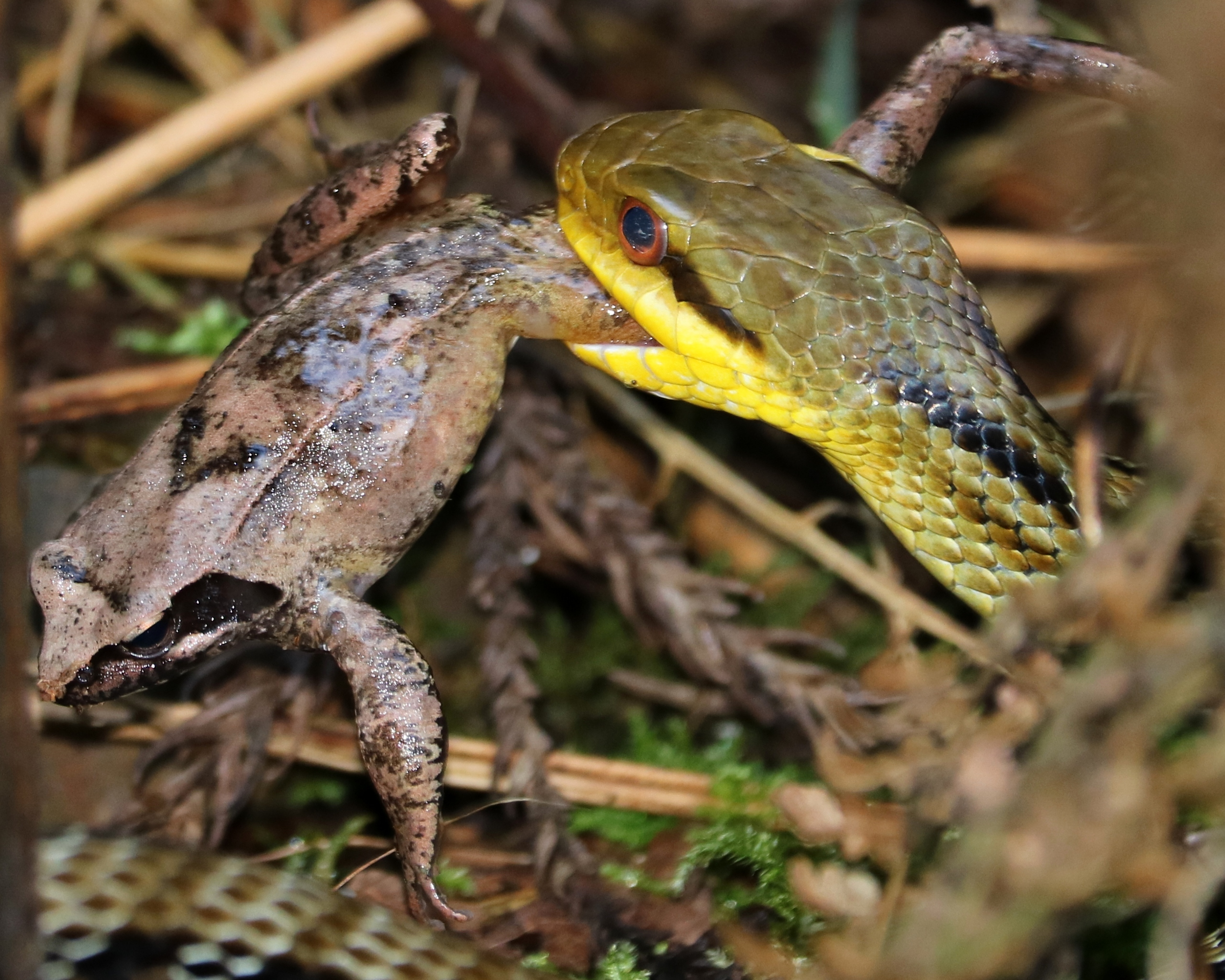
ヤマアカガエルを捕食する
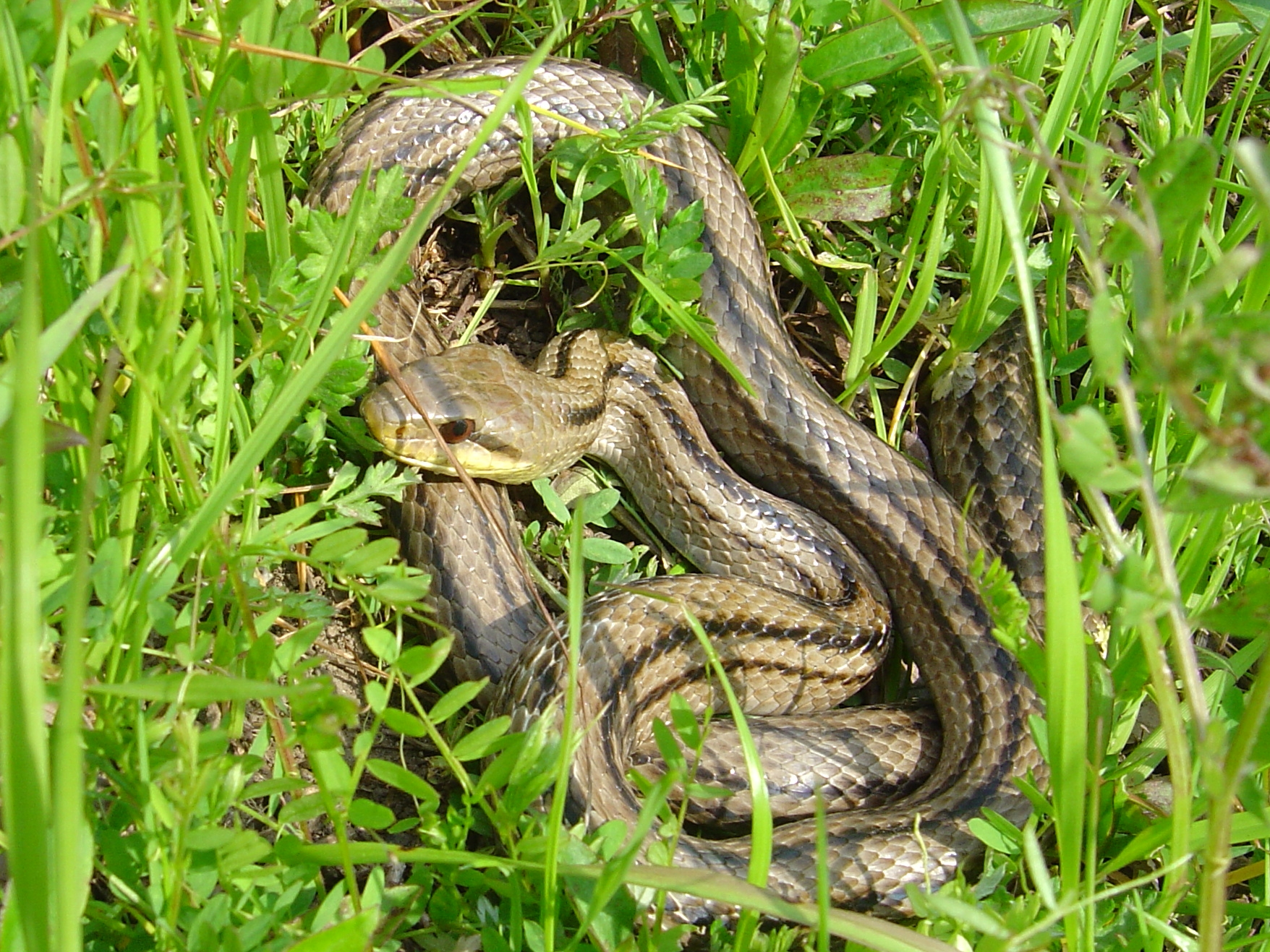
くさむらに身を隠して危険をやり過ごす
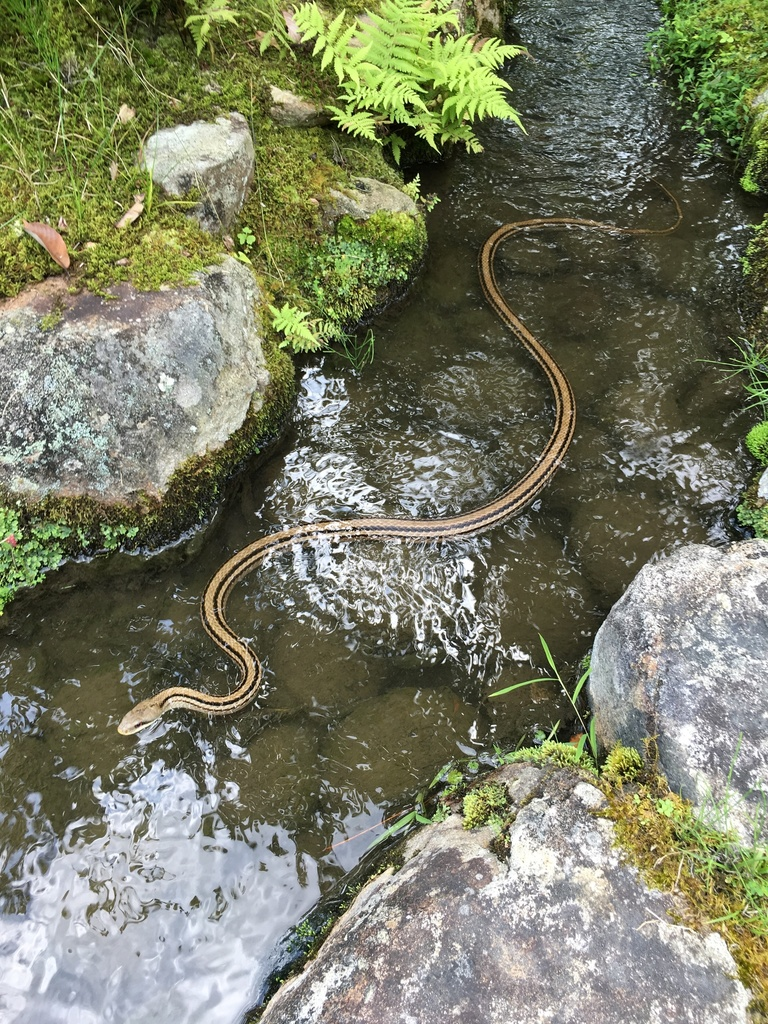
泳いで水域を移動する

## 人間との関係
本種はアオダイショウやヤマカガシとともに日本国内の農村でよく見られるヘビであり、食性はヤマカガシよりも幅広いが、やはり主にカエル類を主食とするため、稲作の発達と共にカエルの分布が拡大し、それに伴って本種の生息範囲も拡大した。木に登るよりも地表を這い回ることのほうが多いことから交通事故に遭いやすく、生息域が道路や塀などで分断されてしまうとそれを越えることができなくなり、20世紀後期以降の都市周辺地域では見かけなくなってきている。もっとも、都市周辺地域から完全にいなくなったわけではなく、雑木林の周辺などでは依然としてしばしば見られる。
地域や個体によってかなり色彩変異が見られることから、ペットとして飼育されることもある。飼育は比較的容易とされるが、同大のヘビと比べると広めのケージが必要であること、ごくまれにカエル類にしか餌付かない個体がいること（ほとんどの個体はマウス〈ハツカネズミ属〉に容易に餌付く）などが注意点とされる。アフリカツメガエルやアジアウキガエル (Occidozyga lima) が生き餌として使われる。
食用に（比較的）適するとされ、食糧難の時代にはごちそうとして扱われたという逸話がある。
個体差はあるものの、アオダイショウやヤマカガシに比べると神経質で攻撃的な個体が多いとされる。また、無毒ではあるが歯は鋭いうえ、他種に比べると動きも素早い。まれに口内から破傷風菌が検出される場合もあるため、咬まれたら患部を水でよく洗い、消毒して医療機関で処置を受ける必要がある。

## 分類

### シノニム

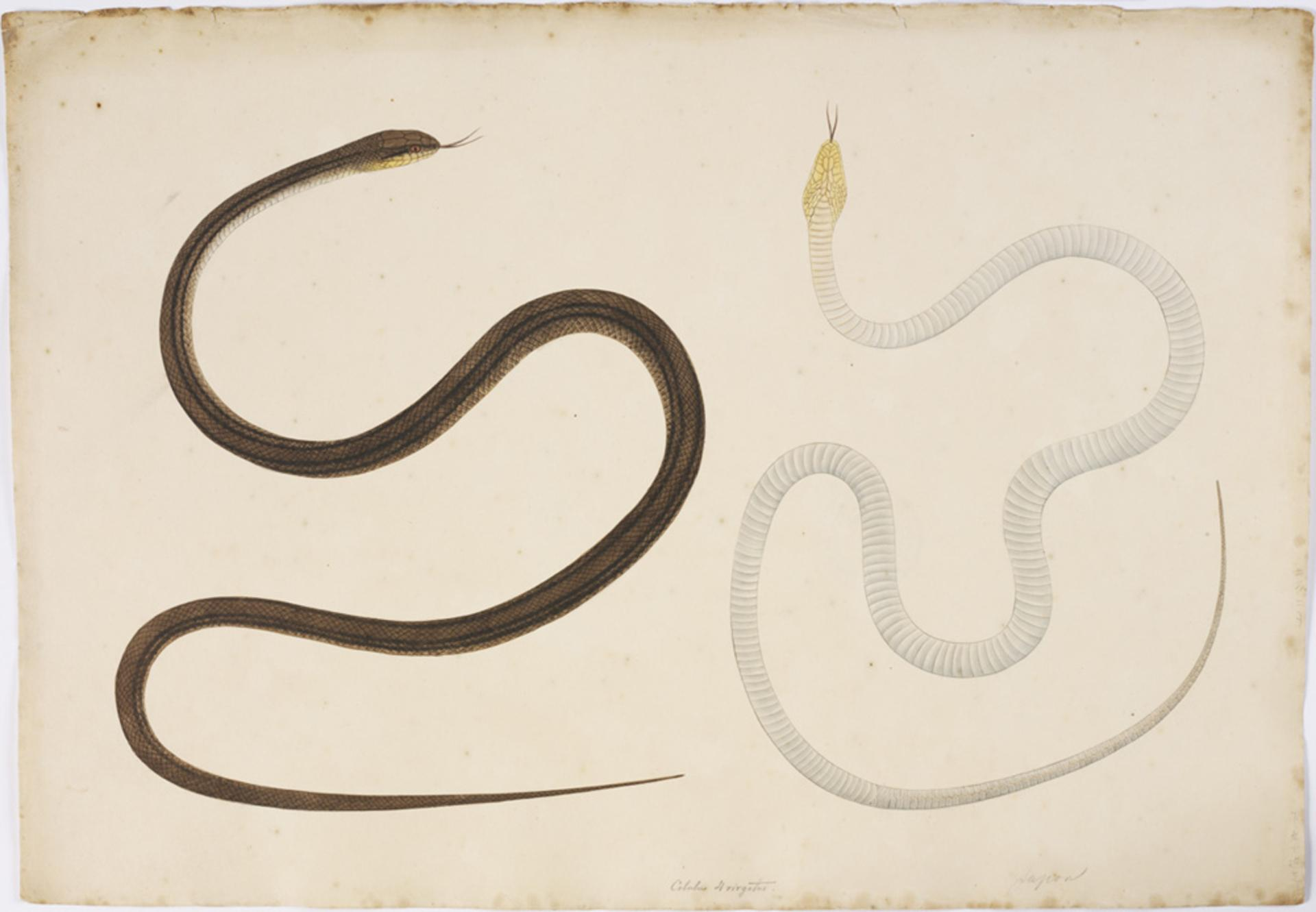
フィリップ・フランツ・フォン・シーボルトが文政6年（1823年）から文政12年（1829年）までの時期に描いたシマヘビの博物画

- Coluber quadrivirgatus H. Boie, 1826
- Coluber quadrivirgatus Boulenger, 1894
- Coluber virgatus Temminck et Schlegel, 1837
- Coluber vulneratus H. Boie, 1826
- Composoma quadrivirgatum A.M.C. Duméril, Bibron et A.H.A. Duméril, 1854
- Elaphe quadrivirgata Schulz, 1996
- Elaphe quadrivirgata Stejneger, 1907
- Elaphe quadrivirgata Utiger et al., 2002
- Elaphis bilineatus Hallowell, 1860
- Elaphis quadrivirgatus Günther, 858
- Elaphis quadrivirgatus var. atra Jan, 1867
- Elaphis quadrivirgatus var. interrupta Jan, 1867
- Leptophidium dorsale Hallowell, 1860